# Maria Lluïsa Solà Hernández
Maria Lluïsa Solà Hernández   (Madrid, 20 de gener de 1939) és una actriu de doblatge catalana.
Va estudiar a l'Institut del Teatre, va començar fent radioteatre a Radio España de Barcelona i es va iniciar en el doblatge amb papers d'ambient a l'estudi La Voz de España. Va prendre protagonisme des de finals de la dècada de 1950 i va doblar les protagonistes femenines de pel·lícules com Perseguit per la mort, Psicosi, Els ocells o El Cid.
Des de llavors, ha estat veu habitual de nombroses actrius, com ara Susan Sarandon (per exemple, a Pena de mort), Helen Mirren (com a Elisabet II a La reina), Glenn Close (a Albert Nobbs), Sigourney Weaver (a Alien), Judi Dench (com el personatge d'M de la saga de James Bond), Sophia Loren (a Capri i Prêt-à-porter), Diane Keaton (a Millor que mai), Carrie Fisher (com a Leia Organa a la saga La guerra de les galàxies), Kathy Bates i Jamie Lee Curtis, entre moltes altres. El 1997 va interpretar Hera a la pel·lícula d'animació de Disney Hèrcules. També ha interpretat cançons com les del personatge de Tala de la pel·lícula Vaiana. En total, ha participat en més de 3000 doblatges.
Ha rebut un Faristol d'Or el 1986, un premi Take de doblatge el 2018 i un premi AISGE el 2019. A la gala dels XXXVIII Premis Goya, en recollir un guardó per a si, Sigourney Weaver va fer un reconeixement públic de la feina de Solà, que l'ha doblat en més de 30 pel·lícules. El mateix 2024 va rebre una menció especial als 68ns Premis RNE Sant Jordi de Cinematografia.
El seu fill, Sergi Zamora, és també actor de doblatge.